# Фехтер, Петер
Петер Фехтер (нем. Peter Fechter; 14 января 1944, Берлин — 17 августа 1962, Чекпойнт Чарли, Берлин) — восточногерманский каменщик из Восточного Берлина, который в возрасте 18 лет был убит пограничниками ГДР при попытке пересечь Берлинскую стену.

## Обстоятельства смерти
Примерно год спустя после строительства Берлинской стены Петер Фехтер вместе с другом решил бежать в Западный Берлин. 17 августа 1962 года был ранен пограничниками ГДР при попытке перелезть через стену недалеко от контрольно-пропускного пункта «Чарли». Около часа он истекал кровью возле стены, пока не был увезён пограничниками. Скончался от потери крови. В 1997 году двое восточногерманских военнослужащих (Рольф Фридрих и Эрих Шрейбер) были осуждены за убийство и приговорены к 20 и 21 месяцу заключения условно.
14 августа 1999 года небольшой мемориал на месте гибели Петера Фехтера был заменён стелой работы Карла Бидермана.

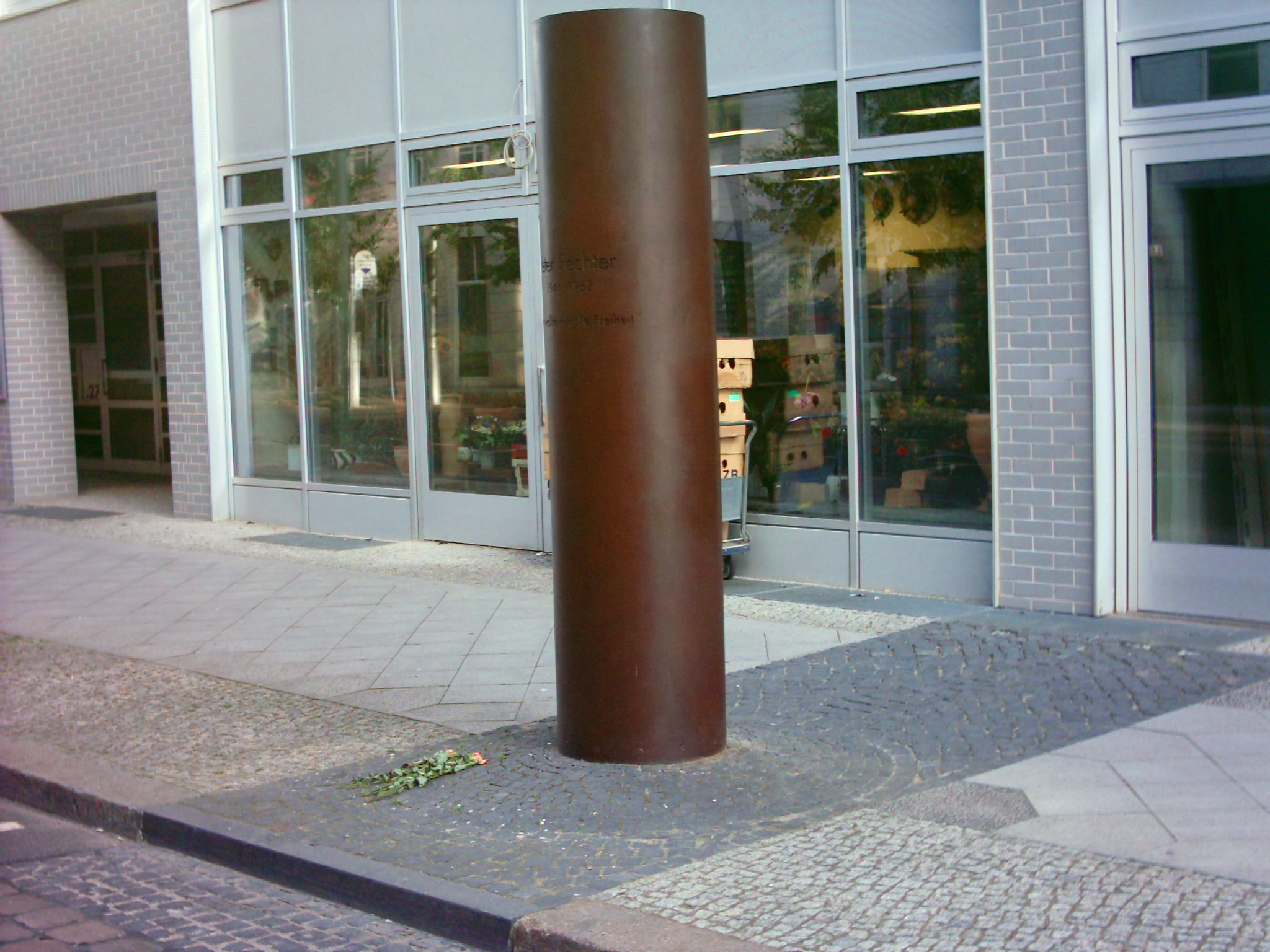
Памятник Фехтеру. «1944—1962 …он просто хотел свободы»